# Большое Юрьево (Орловская область)
Большо́е Ю́рьево — деревня в Хотынецком районе Орловской области России. Входит в состав Алехинского сельского поселения.

## География
Деревня находится на расстоянии 11 км к западу от посёлка городского типа Хотынец, административного центра района, и 60 км к западу от города Орёл, административного центра области.

### Часовой пояс
Деревня Большое Юрьево, как и вся Орловская область, находится в часовой зоне МСК (московское время). Смещение применяемого времени относительно UTC составляет +3:00.

## Население
| 2002 | 2010 |
| ---- | ---- |
| 438  | ↘385 |

### Половой состав
Согласно результатам переписи 2002 года, в национальной структуре населения русские составляли 89 % из 438 чел.

## Известные уроженцы
- Бадаев, Алексей Егорович (1883—1951) — российский и советский партийный и государственный деятель.